# Eckertsbach (Bühler)
Der Eckertsbach ist ein etwa einen Kilometer langer Waldbach auf der Teilortsgemarkung des namengebenden Hauptorts der Gemeinde Bühlerzell im Landkreis Schwäbisch Hall im nordöstlichen Baden-Württemberg, der nach einem nördlichen Lauf zwischen den Weilern Spitzenberg und Senzenberg der Gemeinde am Nordrand des Senzenwalds von links und Süden in die obere Bühler mündet.

## Geographie

### Verlauf
Der Eckertsbach entspringt einer Quelle auf etwa 445 m ü. NHN in einer drainierten Hangwiese etwa 400 Meter nordwestlich des Bühlerzeller Weilers Spitzenberg hinter dem Wasserreservoir auf dem Hügelkamm. Er tritt nach weniger als 50 Metern in seine nadelwaldbestandene Talmulde Eckertsklinge, in der er nun offen mit kleinen Windungen über sein bis zu etwa einem Meter breites Bett ungefähr nordwärts fließt. Nachdem er noch dicht nacheinander zwei Waldkreuze passiert hat, verlässt er gleich darauf den Spitzenwald und fließt wenige Meter danach von links auf etwa 395 m ü. NHN in die obere Bühler ein, etwa 0,6 km südöstlich des auf ihrem weiteren Lauf passierten ersten Hauses des Weilers Senzenberg von Bühlerzell.
Der Eckertsbach mündet nach seinem 1,1 km langn Weg mit mittleren Sohlgefälle von etwa 45 ‰ ungefähr 50 Höhenmeter unterhalb seines Ursprungs.

### Einzugsgebiet
Der Eckertsbach entwässert etwa 0,7 km², die naturräumlich zum Unterraum Sulzbacher Wald der Schwäbisch-Fränkische Waldberge gehören, zur oberen Bühler. Auf etwas über die Hälfte seines Einzugsgebietes steht Wald, vorherrschend Nadelholz, nämlich in der durchflossenen Talmulde bis in eine Höhe von etwa 450 m ü. NHN, aber auch im Südkeil des Einzugsgebiets, dessen mit 480,6 m ü. NHN höchster Punkt an der Südspitze auf einer Waldkuppe liegt. Auf den kleinen Höhenrücken neben dem Tal nehmen überwiegend sandige Äcker die Flur ein. Einziger Siedlungsplatz darin ist ein Teil des kleinen Bühlerzeller Weilers Spitzenberg, der rechts des Mittellaufs auf der Wasserscheide im Osten sitzt, diesseits liegen davon aber nur wenige Gebäude.
Diese Scheide trennt in ihrem südöstlichen Abschnitt vom Scheffelbach, die linke im Westen von Süden an erst vom Lautenbach, dann von dessen Vorfluter Gerabronner Bach, neide Konkurrenten sind Bühlerzuflüsse.
Das Einzugsgebiet liegt im mittleren Mittelkeuper. Die Hochfläche besteht aus Stubensandstein (Löwenstein-Formation), im Tal schneidet sich der Bach dann nacheinander in Obere Bunte Mergel (Mainhardt-Formation), Kieselsandstein (Hassberge-Formation) und zuunterst Untere Bunte Mergel (Steigerwald-Formation).
Seine letzten Meter in der Bühleraue legt der Bach im Landschaftsschutzgebiet Oberes Bühlertal mit Nebentälern und angrenzenden Gebieten zurück. Ein kleiner Zwickel des Einzugsgebietes ganz im Süden ist Teil eines größtenteils außerhalb liegenden Wasserschutzgebietes um Steinenbühl. Das gesamte Einzugsgebiet liegt auf der Bühlerzeller Teilortgemarkung der Gemeinde Bühlerzell.

### LUBW
Amtliche Online-Gewässerkarte mit passendem Ausschnitt und den hier benutzten Layern: Lauf und Einzugsgebiet des Eckertsbachs

Allgemeiner Einstieg ohne Voreinstellungen und Layer: Daten- und Kartendienst der Landesanstalt für Umwelt Baden-Württemberg (LUBW) (Hinweise)
1. 1 2  Höhe nach dem Höhenlinienbild auf dem Hintergrundlayer Topographische Karte.
2. ↑  Länge nach dem Layer Gewässernetz (AWGN).
3. ↑  Einzugsgebiet abgemessen auf dem Hintergrundlayer Topographische Karte.
4. ↑  Höhe nach schwarzer Beschriftung auf dem Hintergrundlayer Topographische Karte.
5. ↑  Schutzgebiete nach den einschlägigen Layern, Natur teilweise nach dem Layer Biotop.

### Andere Belege
1. ↑  Hansjörg Dongus: Geographische Landesaufnahme: Die naturräumlichen Einheiten auf Blatt 171 Göppingen. Bundesanstalt für Landeskunde, Bad Godesberg 1961. → Online-Karte (PDF; 4,3 MB)
2. ↑  Geologie nach den Layern zu Geologische Karte 1:50.000 auf: Mapserver des Landesamtes für Geologie, Rohstoffe und Bergbau (LGRB) (Hinweise)